# Wskrzeszenie Łazarza (obraz Rembrandta)
Wskrzeszenie Łazarza – obraz holenderskiego malarza Rembrandta z 1630 roku, znajdujący się w zbiorach Los Angeles County Museum of Art.

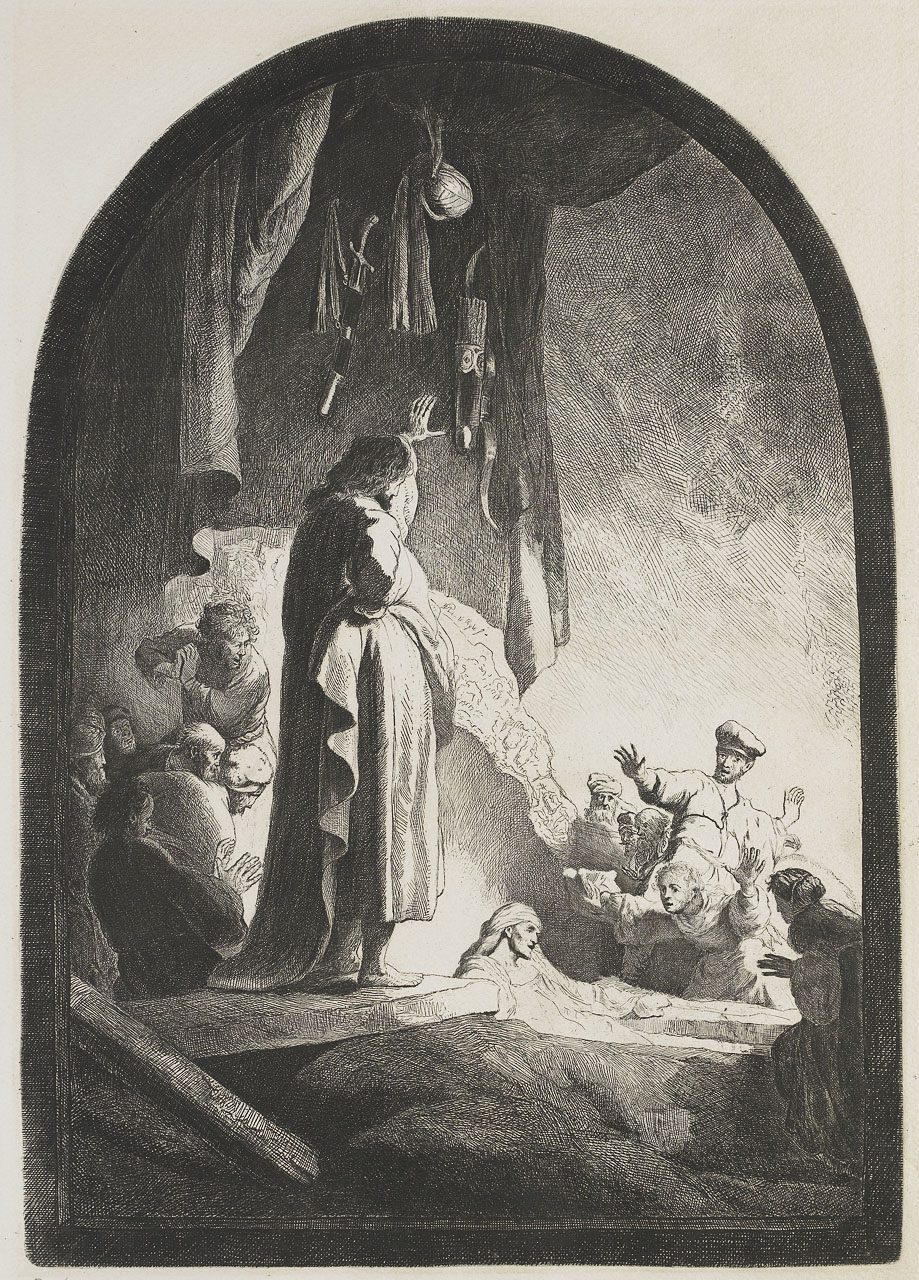
Akwaforta Wskrzeszenie Łazarza z 1632

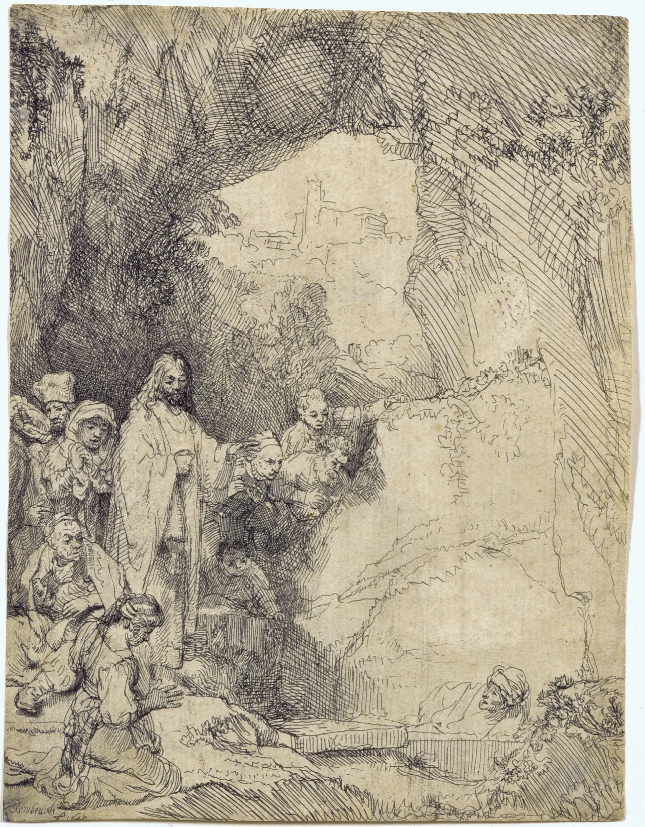
Grafika z 1642; 14,6 × 11,3 cm, Saint Louis Art Museum

## Geneza dzieła
Dzieło obrazuje jeden z cudów Jezusa – wskrzeszenie Łazarza. Motyw został opisany w Nowym Testamencie w Ewangelii Jana. 

Siostry Łazarza posłały do Jezusa wiadomość: «Panie, oto choruje ten, którego Ty kochasz». Jezus usłyszawszy to rzekł: «Choroba ta nie zmierza ku śmierci, ale ku chwale Bożej, aby dzięki niej Syn Boży został otoczony chwałą». (...) Rzekł do niej Jezus: «Brat twój zmartwychwstanie». Rzekła Marta do Niego: «Wiem, że zmartwychwstanie w czasie zmartwychwstania w dniu ostatecznym». Rzekł do niej Jezus: «Ja jestem zmartwychwstaniem i życiem. Kto we Mnie wierzy, choćby i umarł, żyć będzie. Każdy, kto żyje i wierzy we Mnie, nie umrze na wieki. Wierzysz w to?» Odpowiedziała Mu: «Tak, Panie! Ja wciąż wierzę, żeś Ty jest Mesjasz, Syn Boży, który miał przyjść na świat». (...) Jezus rzekł: «Usuńcie kamień». Siostra zmarłego, Marta, rzekła do Niego: «Panie, już cuchnie. Leży bowiem od czterech dni w grobie». Jezus rzekł do niej: «Czyż nie powiedziałem ci, że jeśli uwierzysz, ujrzysz chwałę Bożą?» Usunięto więc kamień. Jezus wzniósł oczy do góry i rzekł: «Ojcze, dziękuję Ci, żeś Mnie wysłuchał. Ja wiedziałem, że Mnie zawsze wysłuchujesz. Ale ze względu na otaczający Mnie lud to powiedziałem, aby uwierzyli, żeś Ty Mnie posłał». To powiedziawszy zawołał donośnym głosem: «Łazarzu, wyjdź na zewnątrz!» I wyszedł zmarły, mając nogi i ręce powiązane opaskami, a twarz jego była zawinięta chustą. Rzekł do nich Jezus: «Rozwiążcie go i pozwólcie mu chodzić». Wielu więc spośród Żydów przybyłych do Marii ujrzawszy to, czego Jezus dokonał, uwierzyło w Niego.

## Opis obrazu
Rembrandt na początku swojej kariery wielokrotnie sięgał po tematy wcześniej już poruszane przez swojego mistrza Pietera Lastmana. Tym razem namalował swoją wersję cudu wskrzeszenia Łazarza, stosując zupełnie inną kompozycję, zmniejszając ilość postaci i dodając kontrasty światła i cienia. Chrystus stoi po lewej stronie z podniesioną ręką, tworząc wierzchołek trójkąta, którego podstawę stanowi grupa świadków oraz Łazarz. Teatralność gestu Jezusa, ma wzbudzać poczucie napięcia i realizmu sceny. Wszyscy z obecnych skupionych wokół niego patrzą na upiorną postać Łazarza otulonego w białe bandaże, wynurzającego się z grobu. Cud wskrzeszenia wydaje się być potęgowany przez podniesione ręce Marii i oszołomienie świadków.

## Akwaforty
W 1632 roku Rembrandt stworzył akwafortę, podejmując ponownie temat wskrzeszenia Łazarza. Wzorował się na swoim obrazie z 1630 roku, choć bije z niej więcej ekspresji. Kompozycja akwaforty, dość teatralna, wskazywała na jeszcze większy wpływ baroku, a przede wszystkim sztuki kontrreformacji. Chrystus jako cudotwórca stoi tyłem do widza z podniesioną dłonią, z drugą ręką wspartą na biodrze. Jego gest przypomina rzucanie zaklęcia przez czarnoksiężnika. Świadkowie cudu są przerażeni i jednocześnie zaskoczeni. Ich gesty są pełne dynamiki.
Dziesięć lat później ponownie powtórzył temat wskrzeszenia. Tym razem Rembrandt znacznie pogłębił temat cudu i inaczej go zinterpretował. Zrezygnował z pełnej ekspresji sceny wskrzeszenia i dynamicznie przedstawionych postaci. Dramatyzm uzyskał poprzez statyczne ukazanie wydarzenia. Nikt się nie rusza, panuje skupienie i cisza. Ciemności rozjaśnia słońce. Chrystus nie jest już cudotwórcą ale twórcą życia.

## Inspiracje
Dzieło Rembrandta było inspiracją dla jego ucznia Carla Fabritiusa, który w 1642 lub 1643 roku stworzył podobny obraz o bardzo podobnej kompozycji z zachowaniem gestu Chrystusa, rozjaśnionej postaci Łazarza i tłumem zaskoczonych świadków odzianych dla odmiany w barokowe stroje z epoki malarza.